# Oppidum d'Untinos

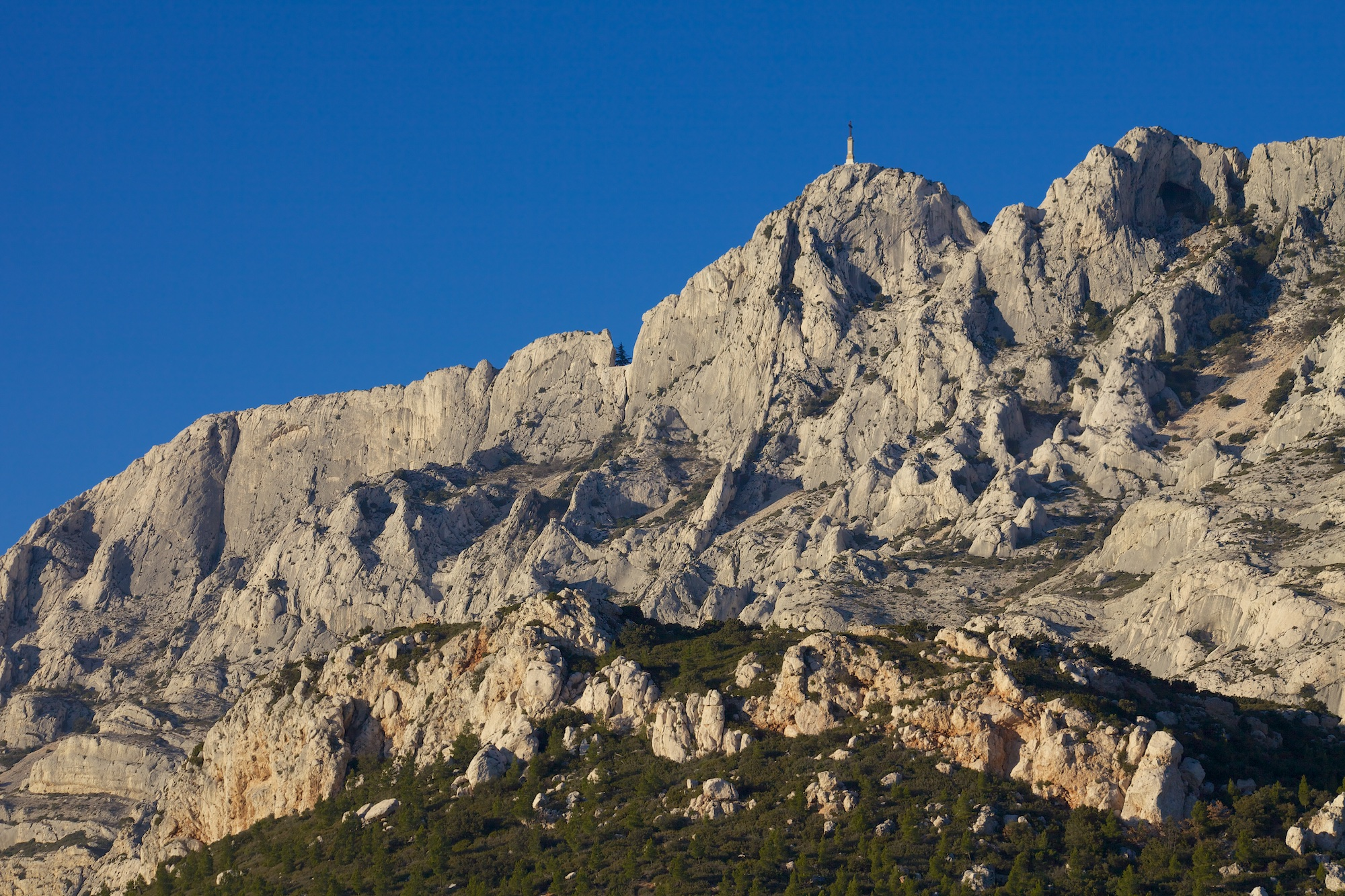
Sainte-Victoire et oppidum d'Untinos (au premier plan).

L'oppidum d'Untinos, parfois appelé oppidum de Saint-Antonin, ou le Bayon sur certaines sources académiques de la fin du XXe siècle, est un site protohistorique celte, situé sur la commune de Saint-Antonin-sur-Bayon, dans le département des Bouches-du-Rhône, région Provence-Alpes-Côte d'Azur, France.

## Situation

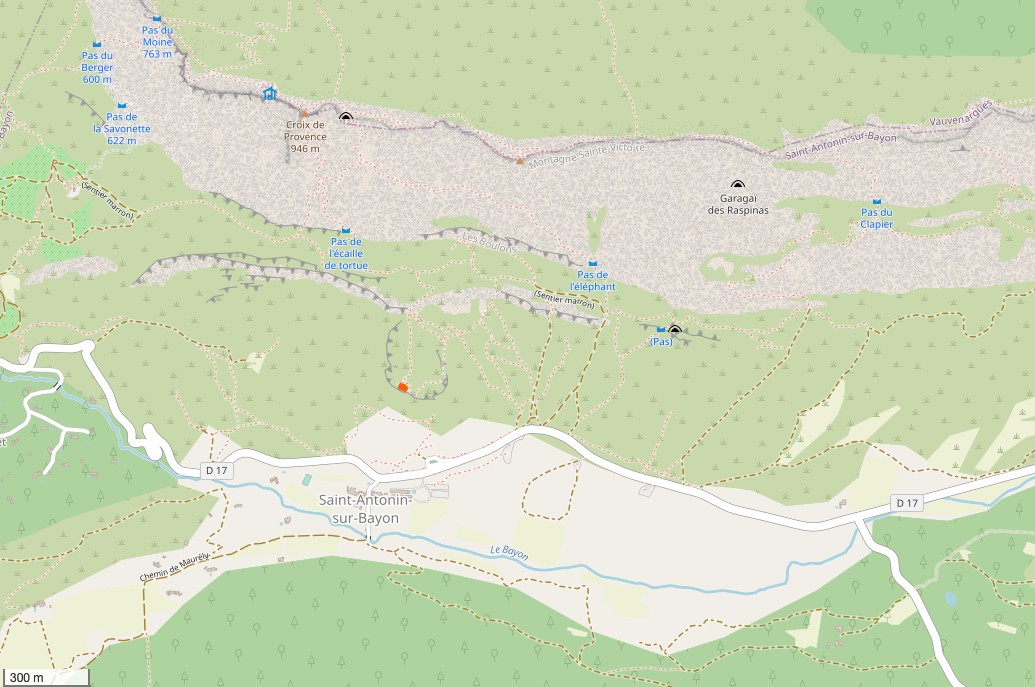
Situation de l'oppidum (le rectangle orange délimite les ruines médiévales encore visibles).

L'oppidum est situé à environ 550m d'altitude, sur un replat d'un contrefort méridional de la Montagne Sainte-Victoire, dominant le hameau de Saint-Antonin et la Maison de Sainte-Victoire.
Sa longueur nord-sud est de 250 m et ce replat est large d'environ 180 m.

Vue générale depuis le pied de l'oppidum (2018).
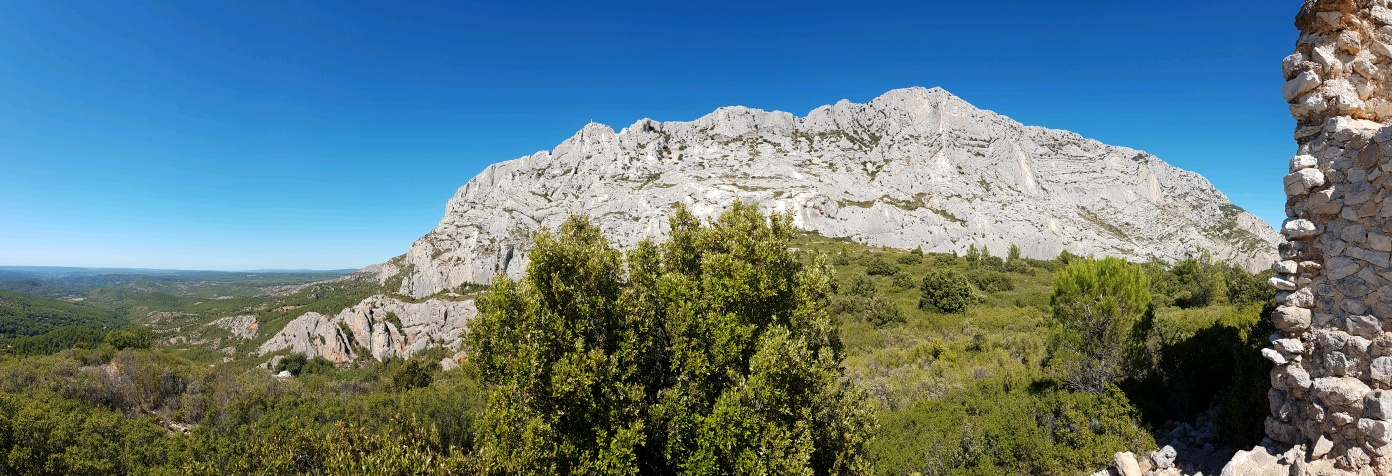
Vue nord depuis l'Oppidum d'Untinos, ruines médiévales à droite de l'image (2022).

## Historique

### Préhistoire
Sur un potentiel peuplement de la zone (environ 4 hectares) de l'oppidum à la préhistoire (Paléolithique et Néolithique) Mocci et al. (2004) avancent : « On reconnait : une longue période de fréquentations épisodiques qui couvre toute la préhistoire jusqu'au milieu du Néolithique, un premier mouvement d'anthropisation généralisée à la fin du Néolithique, contemporain du grand essor démographique du Néolithique final/Chalcolithique, puis une période de déprise correspondant au recul, général en Provence, du peuplement de l'Âge du Bronze. Une nouvelle période d'occupation très dense débute au IIe Âge du Fer avec la mise en place d'un
peuplement qui restera stable pendant plusieurs siècles. »
Selon la même source, l'endroit – et tout le vallon de l'Arc – est plus régulièrement fréquenté par une société de « chasseurs-cueilleurs » au IVe millénaire avant notre ère. Le site d'Untinos ne semble alors pas encore construit.

### Protohistoire
Durant le Premier Âge du Fer (Hallstatt), les zones basses du versant sud du massif de Sainte-Victoire – dont fait partie Untinos – n'ont révélé que de rares traces d'un habitat humain.
Par ailleurs, la présence de restes d'amphores étrusques (qui renseigne habituellement sur une occupation au Premier Age du Fer dans
d'autres secteurs de la région marseillaise et de l'Etang de Berre) n'a pas été observée à cet endroit.
Des photographies aériennes prises au tournant des années 1990 – après l'arasement de la végétation par le feu de 1989 – montrent plusieurs structures anciennes, comme : des clapiers, des murs parcellaires et l'emplacement de cabanes de bergers. Mais aucune ne peut être attribuée avec certitude à une occupation protohistorique du plateau.
Contrairement à d'autres sites voisins comme Bramefan, Untinos ne semble pas avoir fait l'objet d'une habitation groupée avant la fin du Ier millénaire avant notre ère.

### Antiquité
D'après les recherches archéologiques menées par André D'Anna, Philippe Leveau et Florence Mocci (1992), le matériel découvert sur place permet de situer le début de l'habitat groupé sur ce site au IIe siècle avant notre ère. Ceci correspondrait à l'implantation du castellum romain d'Aquae Sextiae (-122). L'absence de céramique sigillée ou arétine sur ce site confirme plutôt ce premier diagnostic.
Il n'y eut apparemment pas de mur d'enceinte sur la grande majorité du pourtour de l'oppidum, les falaises entourant le site jouant naturellement ce rôle. En revanche, une partie défensive murée fermait certainement ce plateau de 4,5 hectares au nord, seule voie d'accès à pieds.
Il est possible que le développement et l'occupation groupée de l'oppidum d'Untinos soient liés à la destruction de l'oppidum d'Entremont, des générations de celtes salyens cherchant alors une nouvelle vie dans le respect de leurs traditions, ici, sur les coteaux de Sainte-Victoire. Untinos devient, aux côtés de La Roque-Vaoutade et de Bramefan, une des oppida « commandant » le massif et son accès.

### Moyen Âge
Contrairement à d'autres oppida, Untinos a conservé une structure architecturale médiévale – modeste – au sud du plateau. Cette architecture médiévale est ce qui prédomine actuellement dans ce paysage. Une structure en demi-cercle est discernable au sol ; elle est liée aux ruines encore visibles.

### Période contemporaine
Durant l'été 1989, un incendie ravage plusieurs dizaines d'hectares sur le versant sud de Sainte-Victoire. Ceci permet l'arasement de la végétation et l'étude approfondie de plusieurs sites protohistoriques, dont Untinos (alors appelé «Le Bayon» ou «Saint-Antonin»). L'étude concerne une surface anciennement bâtie ou aménagée d'environ 1600m², à l'endroit des ruines actuelles.
Le site « Bayon » – dont fait partie l'oppidum d'Untinos – fut le premier site fouillé par Mmes Florence Mocci et Nathalie Cros en novembre 1989, parmi les oppida du versant sud de Sainte-Victoire.
En septembre 1992 se déroule une dernière campagne de fouilles, réalisée par l'Université d'York à l'invitation du Service régional de l'archéologie ; elle intervient au moment où la repousse de la végétation limite déjà considérablement les prospections, marquant l'achèvement des opérations commencées en novembre 1989.

## Architecture
Il est très probable que l'Oppidum d'Untinos ait été aménagé en terrasses. C'est-à-dire pas uniquement sur le replat de quelques centaines de mètres carrés que constitue le rocher, mais aussi plus près de la falaise, sur les parois ascendantes de la montagne.
Cet oppidum a la particularité d'être l'un des plus visités du massif de Sainte-Victoire, ce qui entraîna jusque dans les années 1980 des ramassages réguliers d'échantillons antiques par les promeneurs, sans pouvoir les analyser ni les contextualiser dans le cadre de fouilles.